# Пуджелга
Пуджелга (южноселькупск. Пу́җэль кыге́ — речка в чаще) — река в России, протекает в Томской области. Устье реки находится в 3 км по левому берегу реки Косец. Длина реки составляет 76 км, площадь водосборного бассейна 329 км².

## Данные водного реестра
По данным государственного водного реестра России, относится к Верхнеобскому бассейновому округу, водохозяйственный участок реки — Обь от впадения реки Васюган до впадения реки Вах, речной подбассейн реки — Васюган. Речной бассейн реки — (Верхняя) Обь до впадения Иртыша.